# Kyoro chan
 Kyoro chan  (キョロちゃん, ou Kyorochan, Kyoro-chan) est une série anime pour enfants de 91 épisodes, produite par le studio Group TAC. Elle est diffusée originellement de juillet 1999 à mars 2001 au Japon sur la chaine TV Tokyo. Elle sera aussi diffusée dans quelques autres pays d'Asie et d'Europe de l'Est. Un film d'animation en est tiré en 2001. 
La série met en scène les aventures fantaisistes de la mascotte animalière homonyme de la marque de chocolat ChocoBall de la compagnie Morinaga, mascotte qui sera aussi l'héroïne de trois jeux vidéo et de divers produits dérivés sans liens avec la série. 
Une bande originale sort fin 1999,  Kyoro Chan Original Soundtrack (「キョロちゃん」　オリジナル・サウンドトラック), contenant les deux premiers génériques, interprétés par les groupes d'idols Coconuts Musume et Whiteberry, et 28 thèmes instrumentaux.

## Génériques
Début
1. Halation Summer par Coconuts Musume (eps 1-26)
2. Kyoro Chan deshu (キョロちゃんでしゅ?), par Chacha (eps 27-91)

Fin
1. Tsuugaku Ro (通学路?), par Whiteberry (de l'album After School) (eps 1-26)
2. Kyoro Chan Ekaki Uta (キョロちゃん絵かき歌?), par Isako Saneyoshi (eps 27-91)